# Église de l'Archiconfrérie de la Très-Sainte-Résurrection
L'église de l'Archiconfrérie de la Très-Sainte-Résurrection (en italien : chiesa dell'Arciconfraternita della Santissima Resurrezione) est une église du centre historique de Naples située via Chiaia, à quelques mètres de l'église Sainte-Ursule de Chiaia.

## Histoire et description
L'église est bâtie à une date inconnue du XVIe siècle par les Pères mercédaires pour évangéliser cette zone alors excentrée et appuyer leur siège de l'église Sainte-Ursule et leur couvent du centre-ville, Sainte-Marie-des-Monts.
L'église est profondément remaniée dans la seconde moitié du XVIIIe siècle.
La confrérie de la Très-Sainte-Résurrection s'occupait d'œuvres de charité et organisait une procession annuelle à Pâques, jusqu'au palais royal de Naples, tradition qui s'est aujourd'hui perdue.
L'église, comme la plupart des églises de confréries, est de petites dimensions. Sa façade modeste présente un portail de piperno surmonté d'un tympan triangulaire soutenu par des pilastres ioniques aux bases et chapiteaux en marbre. Au-dessus une fenêtre semi-circulaire est encadrée de stuc et grillagée. Une petite porte sur le côté droit mène aux locaux annexes.

## Source de la traduction
- (it) Cet article est partiellement ou en totalité issu de l’article de Wikipédia en italien intitulé « Chiesa dell'Arciconfraternita della Santissima Resurrezione » (voir la liste des auteurs).